# Nanjing Two IFC
Le Nanjing Two IFC est un gratte-ciel en construction à Nankin en Chine. Il s'élèvera à 288 mètres. Son achèvement est prévu pour 2021. 